# 小行星2549
小行星2549（2549 Baker）是一颗绕太阳运转的小行星，为主小行星带小行星。该小行星于1976年10月23日发现。
該小行星以美國天文學家詹姆士·吉爾伯特·貝克命名。

## 轨道参数
小行星2549的轨道半长轴为3.1860974 UA，离心率为0.182。